# Stenopsyche longispina
Stenopsyche longispina är en nattsländeart som beskrevs av Georg Ulmer 1926. Stenopsyche longispina ingår i släktet Stenopsyche och familjen Stenopsychidae. Inga underarter finns listade i Catalogue of Life.